# Hans Pauli
Hans Pauli var en svensk munk av birgittinorden. Han påstods vara en trollkarl; en manlig häxa. 
Pauli var munk i Birgittiner-orden i Vadstena kloster. När de svenska klostren stängdes, lämnade många nunnor och munkar, trots att de formellt tilläts stanna så länge de inte tog in nya medlemmar, sina kloster. Detta gällde särskilt de manliga ordensmedlemmarna, medan de före detta nunnorna vanligen kvarblev. Dessa munkar fick ett dåligt rykte då de reste omkring bland folk som fortsatte att tro på gamla katolska vanor och lärde ut katolska böner bland allmänheten som trolldomsramsor.
Sedan Hans Pauli hade lämnat sitt kloster tillbringade han fem år i sin gamla hembygd Bergslagen, där han gjorde sig ett namn som helbrägdagörare och botade sjukdomar genom magiska ramsor. År 1554 arresterades han och fängslades i Tavastehus i Finland, men tycks dock ha släppts därifrån. 
Hösten 1570 sinade tillfälligt Sala silvergruva och gruvfogden hade meddelat kungen att detta berodde på trollkonster. Den kringvandrande Hans Pauli hade då anlitats för att häva förbannelsen. Han beskrev själv: 
"Item när jag bodde uppå Kopparberget fann jag bland gamla böcker en liten bok vars titel var Consecratio majoris salis et aquae contra Daemoniacas infestatones (stor besvärjelse med salt och vatten mot djävulska anfäktelser); den började jag använda över dem som kommo i något ont mått, besynerligen om natten, när de drogo från konungebruket. Så begav det sig att Kongl. Maj:ts silverbruk vart förspilt, och fogden lät bepröva mig, om jag visste någon hjälp därtill. Jag följde snart hans bud och brukte samma exorcism över allt det där var vid hyttorna, och genast kom brukat i sitt rätta lag igen."
Många av de kvinnor som anklagades för häxeri under ärkebiskopens stora inspektionsresa genom landet 1596–1597 (se Abraham Angermannus) sade sig ha lärt sig sina konster och sin läkekonst av före detta kringvandrande munkar som Pauli.